# Thyra Hilden
Thyra Hilden (født 23. august 1972 i København[kilde mangler]) er en dansk maler, tegner, videokunstner og fotograf.

## Biografi
Thyra Hilden er født og opvokset i København. I årene 1994-2000 studerede Thyra ved Det Kongelige Danske Kunstakademi og er desuden cand.mag. (candidatus/candidata magisterii) i Kunstteori fra Det Kongelige Danske Kunstakademi. Hun studerede på akademiet på malerskolen ved professor Claus Carstensen sammen med blandt andre Tal R, John Kørner, Suzette Gemzøe og Kirstine Roepstorff. I årene efter sin færdiguddannelse var Thyra fast underviser i konceptuel kunst på Holbæk Kunsthøjskole.[kilde mangler]
2021 debuterer Thyra Hilden som popmusiker i genren alternativ pop/indie pop beslægtet med kunstnere som Billie Eilish, Gracie Abrams og Men I Trust.
I 2021 og 2022 anbefales Thyra Hildens musik af Danmarks Radio KarriereKanonen 

## Værker
I årene 2007-2010 fik Thyra Hilden international presseopmærksomhed for kunstprojektet "City on Fire" hvor store kulturelle monumenter blev symbolsk afbrændt ved hjælp af videoprojektioner, der omsluttede monumenterne i et kraftigt flammehav. På dette tidspunkt 2007 var synkroniseringen af de mange videoprojetører et spektakulært syn og "City On Fire" blev omtalt af BBC, CNN, Euronews, RAI, Associated Press, Daily Motion Kunstneren udførte i disse år flere symbolske afbrændinger af museer, kirker og monumenter som: ARoS Kunstmuseum, Vor Frue Kirke, Katharinenkirche Frankfurt, SEMA: Seoul Museum of art, Seoul, Korea, Pinchuk art center, Ukraine, Holy Trinity, Gdansk, Polen. Det største af disse projekter var afbrændingen Colosseum i Rom, et af verdens 7 vidundere.
Thyra genoptager i 2020 maleriet. Hun arbejder med symmetriske oliemalerierinspireret af Hermann Rorschach og Rorschach værkerne af Andy Warhol. Hendes malerier er spejlet over en vertikal akse der skaber balance i et ellers kaotisk abstrakt udtryk. Symmetrien bevirker at malerierne antyder former fra de billioner af dyr og knogler der i naturen fremstår symmetriske.
Thyra debuterer i 2021 som popmusiker med udgivelsen Fearless på Spotify og andre internationale streamingtjenester. Hendes debut blev omtalt i magasinet Bands Of Tormorrow: https://www.bandsoftomorrow.com/2021/11/thyra-hilden-melder-sin-ankomst-med-dyster-altpop-single/. Året efter følger singlen Touch, omtalt i Music Magazine Fusionostalgia  .

## Udgivelser
I årene under sin uddannelse udgav Thyra tre kunstbøger: "Det Synkrone" med 7 fotoserier, udgivet på Borgens Forlag, bogen "Råstof" en teoretisk udgivelse om sindslidendes kunst samt udgivelsen "Kemo Terror" med en samling tegninger af en ukendt kunstner. Senere er denne udgivelse blevet genoptrykt i samarbejde med Anders Benmouyal. Kunstneren Tal R har også gjort brug af tegningerne fra bogen "Kemo Terror" i sit arbejde.